# Prvenstvo Avstralije 1948
Prvenstvo Avstralije 1948 v tenisu.

## Moški posamično
Adrian Quist :  John Bromwich, 6–4, 3–6, 6–3, 2–6, 6–3

## Ženske posamično
Nancye Wynne Bolton :  Marie Toomey, 6–3, 6–1

## Moške dvojice
John Bromwich /  Adrian Quist :  Colin Long /  Frank Sedgman, 1–6, 6–8, 9–7, 6–3, 8–6

## Ženske dvojice
Thelma Coyne Long /  Nancye Wynne Bolton :  Mary Bevis Hawton /  Pat Jones, 6–3, 6–3

## Mešane dvojice
Nancye Wynne Bolton /  Colin Long :  Thelma Coyne Long /  Bill Sidwell, 7–5, 4–6, 8–6